# Torriana, Montebello, Fiume Marecchia
Torriana, Montebello, Fiume Marecchia este o arie protejată (arie specială de conservare — SAC, sit de importanță comunitară — SCI) din Italia întinsă pe o suprafață de 2.472 ha, integral pe uscat.

## Localizare
Centrul sitului Torriana, Montebello, Fiume Marecchia este situat la coordonatele 43°58′43″N 12°22′32″E / 43.978611°N 12.375556°E.

## Înființare
Situl Torriana, Montebello, Fiume Marecchia a fost declarat sit de importanță comunitară în iunie 1995 pentru a proteja 1 specie de plante și 103 specii de animale. Situl a fost protejat și ca arie specială de conservare în martie 2019.

## Biodiversitate
Situată în ecoregiunea continentală, aria protejată conține 22 de habitate naturale: Pseudostepă cu ierburi și specii anuale de Thero-Brachypodietea, Cursuri de apă de la nivel de câmpie la nivel montan, cu vegetație Ranunculion fluitantis și Callitricho-Batrachion, Râuri cu maluri nămoloase cu vegetație de Chenopodion rubri p.p. și Bidention p.p., Lacuri eutrofice naturale cu vegetație de tip Magnopotamion sau Hydrocharition, Păduri de Quercus ilex și Quercus rotundifolia, Galerii de Salix alba și de Populus alba, Izvoare petrifiante cu formare de travertin (Cratoneurion), Lacuri și iazuri distrofice naturale, Mlaștini calcaroase cu Cladium mariscus și specii de Caricion davallianae, Râuri mediteraneene cu debit intermitent, cu specii de Paspalo-Agrostidion, Pajiști umede mediteraneene cu ierburi înalte de Molinio-Holoschoenion, Râuri mediteraneene cu debit permanent cu specii de Paspalo-Agrostidion și galerii riverane de Salix și de Populus alba, Râuri de munte și vegetația lor lemnoasă cu Salix elaeagnos, Ape stătătoare oligotrofe până la mezotrofe, cu vegetație de Littorelletea uniflorae și/sau de Isoëto-Nanojuncetea, Păduri de stejar alb estice, Formațiuni de Juniperus communis pe lande sau pajiști calcaroase, Ape puternic oligomezotrofe cu vegetație bentonică cu Chara spp., Pajiști uscate seminaturale și facies de acoperire cu tufișuri pe substraturi calcaroase (Festuco-Brometalia) (* situri importante pentru orhidee), Păduri aluvionare cu Alnus glutinosa și Fraxinus excelsior (Alno-Padion, Alnion incanae, Salicion albae), Pante stâncoase calcaroase cu vegetație casmofită, Pajiști carstice calcaroase sau bazofile, de Alysso-Sedion albi, Liziere de ierburi înalte hidrofile de câmpie și de nivel montan până la alpin.
La baza desemnării sitului se află mai multe specii protejate:
- plante (1): Himantoglossum adriaticum
- păsări (89): lăcar mare (Acrocephalus arundinaceus), lăcar-de-mlaștină (Acrocephalus palustris), lăcar-de-lac (Acrocephalus scirpaceus), pescăruș albastru (Alcedo atthis), fâsă-de-câmp (Anthus campestris), lăstunul mare (Apus apus), egretă mare (Ardea alba), stârc cenușiu (Ardea cinerea), stârc roșu (Ardea purpurea), stârc galben (Ardeola ralloides), ciuf de câmp (Asio flammeus), rață-cu-cap-castaniu (Aythya ferina), rața moțată (Aythya fuligula), rață roșie (Aythya nyroca), buhai de baltă (Botaurus stellaris), ciocârlie-cu-degete-scurte (Calandrella brachydactyla), fugaci de țărm (Calidris alpina), bătăuș (Calidris pugnax), caprimulg (Caprimulgus europaeus), prundăraș de sărătură (Charadrius alexandrinus),  prundaș gulerat mic (Charadrius dubius), chirighiță neagră (Chlidonias niger), barză albă (Ciconia ciconia), barză neagră (Ciconia nigra), șerpar (Circaetus gallicus), erete de stuf (Circus aeruginosus), erete vânăt (Circus cyaneus), erete alb (Circus macrourus), erete cenușiu (Circus pygargus), dumbrăveancă (Coracias garrulus), prepeliță (Coturnix coturnix), cuc (Cuculus canorus), gușă vânătă (Cyanecula svecica), lebădă de iarnă (Cygnus cygnus), lăstun de casă (Delichon urbicum), egretă mică (Egretta garzetta), presură de grădină (Emberiza hortulana), șoim călător (Falco peregrinus), șoimul rândunelelor (Falco subbuteo), vânturel de seară (Falco vespertinus), muscar-gulerat (Ficedula albicollis), Gallinago media, găinușă de baltă (Gallinula chloropus), piciorong (Himantopus himantopus), Hippolais polyglotta, rândunică (Hirundo rustica), Hydrocoloeus minutus, stârc pitic (Ixobrychus minutus), capîntortură (Jynx torquilla), sfrâncioc roșiatic (Lanius collurio), sfrâncioc cu cap roșu (Lanius senator), Larus argentatus, pescăruș-cu-cap-negru (Larus melanocephalus), ciocârlie de pădure (Lullula arborea), privighetoare (Luscinia megarhynchos), rață pestriță (Mareca strepera), prigoare (Merops apiaster), cormoran mic (Microcarbo pygmaeus), gaia neagră (Milvus migrans), gaia roșie (Milvus milvus), mierlă de piatră (Monticola saxatilis), mierlă albastră (Monticola solitarius), codobatura galbenă (Motacilla flava), muscar sur (Muscicapa striata), stârc de noapte (Nycticorax nycticorax), pietrar sur (Oenanthe oenanthe), grangur (Oriolus oriolus), vultur pescar (Pandion haliaetus), viespar (Pernis apivorus), cormoran mare (Phalacrocorax carbo), codroșul de pădure (Phoenicurus phoenicurus), pitulice de munte (Phylloscopus bonelli), lopătar (Platalea leucorodia), țigănuș (Plegadis falcinellus), corcodel-cu-gât-negru (Podiceps nigricollis), cresteț pestriț (Porzana porzana), lăstun de mal (Riparia riparia), Spatula clypeata, rață cârâitoare (Spatula querquedula), chiră de baltă (Sterna hirundo), chiră mică (Sternula albifrons), turturică (Streptopelia turtur), silvie de câmp (Sylvia communis), Sylvia hortensis, silvie porumbacă (Sylvia nisoria), fluierar de mlaștină (Tringa glareola), pupăză (Upupa epops), nagâț (Vanellus vanellus), Zapornia parva
- amfibieni (2): Bombina pachypus, Triturus carnifex
- mamifere (2): liliacul mare cu potcoavă (Rhinolophus ferrumequinum), liliacul mic cu potcoavă (Rhinolophus hipposideros)
- nevertebrate (6): croitorul mare al stejarului (Cerambyx cerdo), Coenagrion mercuriale, Euplagia quadripunctaria, rădașcă (Lucanus cervus), fluturele purpuriu (Lycaena dispar), Vertigo angustior
- pești (3): Barbus plebejus, Cobitis bilineata, Protochondrostoma genei
- reptile (1): țestoasa de baltă (Emys orbicularis)

Pe lângă speciile protejate, pe teritoriul sitului au mai fost identificate 32 de specii de plante, 6 specii de amfibieni, 9 specii de mamifere, 8 specii de nevertebrate, 7 specii de reptile.